# Большой Ихтиал
Большой Ихтиал — деревня в Санчурском муниципальном округе Кировской области.

## География
Расположена на расстоянии примерно 9 км по прямой на восток-северо-восток от райцентра поселка Санчурск.

## История
Известна с 1727 года как черемисская деревня Ихтеяльская с 4 дворами, в 1748 здесь (Ахтиялская) 74 души мужского пола, в 1802 году учтено 46 дворов. В 1873 году в деревне (уже Ихтиял) дворов 53 и жителей 410, в 1905 (Большой Ихтиал) 37 и 226, в 1926 55 и 256 (мари 81), в 1950 38 и 150, в 1989 210 жителей. Работал колхоз «Аврора». С 2006 по 2019 год входила в состав Городищенского сельского поселения.

## Население
Постоянное население составляло 166 человек (русские 35%, мари 65%) в 2002 году, 116 в 2010.